# Fritillaria purdyi
Fritillaria purdyi är en liljeväxtart som beskrevs av Alice Eastwood. Fritillaria purdyi ingår i Klockliljesläktet och i familjen liljeväxter. Inga underarter finns listade.